# Корюківка
Корю́ківка (раніше Кару́ківка) — місто, центр Корюківського району Чернігівської області.  
Засноване 1657 року козаками і переселенцями з Правобережної України та назване іменем одного з першопоселенців козака Омеляна Каруки і відоме спочатку як Каруківка.

## Назва
Існує кілька версій походження назви «Каруківка». На думку історика Олександра Лазаревського, населений пункт засновано 1657 року переселенцями з Правобережжя України, серед яких був козак Омелян Карука. Він і «поселив» Каруківку (Корюківку)».
За іншою версією, це слово походить від роду зяняття місцевих мешканців —заготівлі дубової кори для дублення шкір.  Значну частину лісів Каруківщини становили могутні дуби. Заготівельників дубової кори називали каруками, бо їх виробничим знаряддям був карук — гострий залізний гак, яким обдирали кору дубів.
Тим часом словник Б. Грінченка подає такі трактування: «карук» (місцеве карюк) — столярний клей; «карючений» — склеєний столярним клеєм; «карючити» — клеїти столярним клеєм.
Також у полісько-чернігівському діалекті слова «вода», «коза», «корова», вимовляються як «вада», «каза», «карова». Отже, «кора» звучатиме як «кара».

## Географія

### Розміщення
Місто лежить у північній частині області. Відстань до обласного центру 87 км автошляхами та 237 км залізницею.
Координати міста: 51° 46' 22'' пн. ш. 32° 16' 23'' сх. д. Висота над рівнем моря — 133 м.
Площа міста — 15 км². Густота населення — 937.440 осіб/км².

### Клімат
Клімат Корюківки помірний, із достатнім зволоженням. Середньорічна кількість опадів становить 614 мм, у тому числі в теплий період — 439 мм. Середньорічна температура повітря — 6,1°С. Абсолютний максимум температури повітря становить 37°С, а мінімум — 35°С.

### Ґрунти, рослинний і тваринний світ
Корюківка перебуває в зоні мішаних лісів. Поверхня району рівнинна. Корисні копалини: глини, піски, торф. Ґрунти дерново-підзолисті, піщані й супіщані. Мішані ліси (сосна, береза, дуб, осика, вільха).

## Історія

### Від заснування до кінця XIX століття
Під час правління гетьмана Богдана Хмельницького у 1657 році, шукаючи вільної від панства землі, переселенці з Правобережної України на чолі з козаком Омеляном Карукою, облюбували для всього роду надійно захищене лісами місце на березі річки Бреч та заснували поселення Каруківка (пізніше — Корюківка). Перші корюківчани жили в землянках, рубали ліс, полювали, розводили бджіл.
Так записано в багатьох джерелах. А поряд, у переказах, живе легенда, нібито каруками чи корюками називали тих, хто втікали з кріпацької неволі, ще з давніх часів переховувалися тут у непрохідних хащах серед річок і боліт, заробляючи на життя тим, що здирали кору з дерев, продаючи її козакам Чернігівського полку. А пізніше дубили шкіри, ладнали збрую та вози, гнали дьоготь, виготовляли вироби з дерева, іграшки, посуд, тощо.
Опис Малоросії Рум'янцева подає наступні відомості щодо перших десятиліть життя та устрою Корюківки. У поселенні налічувалось 30 дворів, за іншими, уточненими даними 31, та 3 бездвірні хати, у яких мешкали посполиті (так тоді називали селян). Представників інших станів тут не було. Повинності селян на користь власниці не вказано. Оскільки панського маєтку у поселенні не було, то і панщини тут могли не відробляти.
Майже всі селянські двори були старими, деякі навіть «ветхими», отже, збудовані були ще у 17-му — на початку 18-го ст. майже всі господарі були місцевими уродженцями, лише шинкар був родом з с. Савинок і ще двоє селян переселились з Габрелівки (нині с. Трудовик). У 31 дворі налічувалось 40 хат, бо у 8 дворах було по 2 хати, а в одному навіть 3. Проживали у таких дворах, як родичі, так і люди не пов'язані родинними зв'язками. Зафіксовано і 3 бездвірні хати. Такі хати не мали огорожі і були облаштовані гірше від інших. Проживали у них найбідніші.
Лише 11 дворів мали орну землю у розмірі від 6 четвериків до 6 четвертей. Отже, найменший розмір поля — 0,82 га, а найбільший — 10,2 га. Городи не враховувалися. Поширена була трипільна обробка землі (озимина, яровина, пар). Висівалися переважно жито і овес, меншою мірою — гречка, ячмінь. Три господарства свою землю взагалі не обробляли. Кілька господарств тримали волів, 26 мали 1-2 коней, 22 — корів. Навіть вівці і свині були не у кожному дворі. Сінокосами були забезпечені 3/4 господарств, маючи від чотирьох до двадцяти возів сіна. Половина господарств мала сінокосу на 10 возів, тобто по 5,5 га.
Близько половини господарств жили з ремесла — 12 родин бондарів, 1 — стельмахів, 1 — шевців. Якщо бондарі виготовляли дерев'яну тару та посуд, то стельмахи — вози, сани, колеса. Шевці шили чоботи. Частина каруківчан, не маючи землі та ремесла, жила з поденних заробітків.
Частина селян, очевидно, належала до категорії підсусідків. Такі селяни, щоб не платити податків, не нести ніяких повинностей, як державі так і панам, продавали чи кидали свої господарства, поселяючись у вільних хатах панів, козаків і навіть селян. За термінологією того часу вони «выходили в соседи». За помешкання платили грошима або відробітками. Жили ж підсусідки за рахунок заробітків [4]. Підсусідками можна вважати Петра Хоменка та Сидора Тарадайку, що разом з родинами мешкали у окремих хатах у дворах: 1 — Мини Скрипки, 2 — Романа Каруки. І Скрипка, і Карука були середньозаможні господарі, у той час, як Хоменко мав лише коня, а Тарадайка взагалі не мав ніякої худоби. Євдокія Борова, Мотрона Ткачиха, Тетяна Титенчиха та Іван Білодід з родинами взагалі жили у чужих хатах разом з господарями.
В основному всі прізвища, названі в описі, поширені у Корюківці і тепер. Більше всього тоді було Скрипок (3 двори), Хоменків (3 двори), Авраменків (3 двори). Мірошниченків, Жарих, Литвиненків було по 2 двори. Карук — нащадків засновника поселення, була лише одна родина. Романа Каруку, у порівнянні з іншими, можна вважати досить заможним господарем. Мав понад 5 га орної землі, двох коней, двох волів, корову, іншу худобу. У його дворі було дві хати з сараями та коморами. Лише Каруки мали найманого робітника.
У 43-х хатах проживали 304 особи, що дає в середньому 7 чоловік на хату. Найбільше проживало у хаті Андрія Тройни. З дружиною Тетяною у них було 6 дітей. Разом з ними ще жили молодший брат Андрія Іван з дружиною та чотирма дітьми та їх мати Агафія, всього 15 осіб.
Найбільш поширеними жіночими іменами були Агафія (16), Марія (13), Анна (Ганна) — (9). Серед чоловіків в першу чергу згадуються Іван (17), Григорій (8), Петро та Микита (по 7).
Для хлопців шлюбний вік міг наступати з 16-17 років, а для дівчат навіть з 14. Наприклад: сини Захара Скрипки Кіндрат (17 р.) та Остап (16 р.) показані як холостяки, а донька Анна (14 р.) — як дівка, тобто неодружена. Дівкою показана навіть родичка шинкаря Зеновія, якій було 13 років. Дружина Федора Максименка Євгенія (40 р.) мала сина Матвія 25 років.
В основному родини мали 2-4 дітей. По шестеро дітей мали Єгор та Агафія Стельмахи та вже згадувані Андрій та Тетяна Тройни. Найбільше дітей — семеро, мали Каленик та Устина Коробки. Найстарішими за віком батьками були Яків та Уляна Тройни, відповідно 65 і 60 років. Їхньому молодшому синові було 2 роки, а всього мали 4-х дітей.
Чоловіків старших 60 р. нараховувалось 10, а жінок — 13. До 70-річного віку дожило 4 жінки і лише 1 чоловік. Майже всі вони були слабі по старості..
Територія сучасного Корюківського району під час проведення опису входила до складу Киселівської, Менської, Понорницької та Волинської сотень Чернігівського полку. Деревня Каруківка перебувала у складі Киселівської сотні Чернігівського полку. Поселення періодично належало гетьманам Самойловичу, Мазепі, чернігівському полковнику П. Полуботку. На час опису власницею була Анастасія Степанівна Полуботок, удова бунчукового товариша Семена Полуботка. Останній був онуком чернігівського полковника і наказного гетьмана Павла Полуботка. Взагалі, Полуботки з деякою перервою володіли Каруківкою з 90-х рр. 17 ст.
З 1782 р. Корюківка входила у Сосницький повіт Новгород-Сіверського намісництва, з 1797 р.— до Олександрійської волості Сосницького повіту Малоросійської (з 1802 — Чернігівської) губернії.
Наприкінці 50-х років XIX століття у Корюківці нараховувалося 156 дворів і 1072 жителів. У 1858 році іноземний підприємець Карл Раух побудував на східній околиці села цукровий завод, де працювало 350 чоловік (майже все доросле населення). Робітники працювали весь сезон (3-5 місяців) без вихідних по 12 годин на добу. Виснажені фізично, цукровики часто хворіли, а за кожен день хвороби вираховувався дводенний заробіток. У 1866 році в Корюківці було 156 дворів, 1572 жителів, винокурний і цукровий заводи, які збудував іноземний підприємець Карл Раух. У 1871 році російський підприємець Шубін викупив завод і у 1872 році збудував ще один цукровий завод, і в 1876 році після реорганізації виробництва стає до дії цукрово-рафінадний завод, який мав у розпорядженні 7 тис. десятин землі. На заводах працювало 600 чоловік, а за сезон вироблялося цукру-піску більш ніж на 5,5 млн крб. У 1887 обидва заводи придбав Лазар Бродський. У 1901 році новий власник розширює його, задіявши близько 1000 робітників — втричі більше, ніж при К. Рауху. Продукція корюківських цукрозаводів удостоювалась золотих медалей на Всеросійській виставці у Москві (1882 р.) і на всесвітній виставці у Парижі (1900 р.)
У 1880 відкрито однокласне училище, 1882 — збудовано дерев'яну Вознесенську церкву. У 1884 побудована залізниця. 1886 — церковнопарафіяльну школу, 1896 — земську школу. У 1897 побудовано цегельний завод, налічувалося 431 двір і 3120 жителів. А в 1904 році була збудована лікарня.
Наприкінці 19 ст. відбулися виступи Корюківських робітників 1881, 1898. У 1903 створено Корюківську організацію РСДРП, яка провела у 1905—1911 ряд страйків.
Планувальна структура міста
Планувальна структура міста має ускладнений, багатопроменевий вигляд. Територія забудована досить нерівномірно, найбільш щільно в центральній частині міста. Тут, крім кварталів мало- і багатоповерхової забудови, сконцентровані всі заклади обслуговування загальноміського і районного значення, адміністративні, культурно-освітні, медичні об'єкти. У багатоквартирній житловій забудові центру склався комплекс закладів повсякденного обслуговування (дошкільні, шкільні, торговельні тощо).
Генеральний план забудови міста Корюківки було розроблено у 1993 році Київським інститутом «Київдіпромісто». Згідно із цим планом межі міста мають бути змінені (зокрема, село Милейки Корюківського району мало бути включено до меж міста). Однак план не був затверджений міською радою. За рівнем інженерного облаштування частини Корюківки значно відрізняються. Так центральна частина міста і двоповерхова забудова на північ від центру забезпечена всіма видами інженерного благоустрою. Західна і східна частини міста не повністю охоплені системою водопостачання.
З 1923 року Корюківка — центр Корюківського району Сновської округи.
Місто зазнало тяжких втрат у роки Другої світової війни. Корюківка була центром радянського партизанського руху на Чернігівщині. Звідси почав свій шлях Чернігівський партизанський загін, партизанське з'єднання О. Федорова, постійно діяло партійне та комсомольське підпілля.
Саме ці факти стали причиною нацистської розправи 1-2 березня 1943 року. В результаті каральної операції угорських підрозділів  в Корюківці було знищено близько 7 тисяч мирних жителів, спалено 1390 будівель. Корюківська трагедія за кількістю жертв майже в 45 разів перебільшує білоруську Хатинь, в 41 — чехословацьку Лідіце, в 12 — французький Орадур. Корюківка була практично повністю спалена, населення, яке тут проживало, винищено. Страшнішої за масштабами трагедії серед населених пунктів України не було. Як показало розслідування та експертизи обласної комісії з розслідування злочинів німецьких військ у Корюківці, за два дні німецькі окупанти по-звірячому знищили щонайменше 6700 людей (5612 тіл залишилися невпізнаними).
Докладніше в статті «Корюківська трагедія».
З 1958 року Корюківка — місто. З 1966 р. Корюківка — районний центр Корюківського району Чернігівської області.

### Євреї Корюківки
Історія євреїв є невід'ємною частиною історії Корюківки. Назву цього поселення найперше «прописав» переселенець з Правобережної України козак Омелян Карука у 1657 р.

### Епідемія коронавірусу
1 квітня 2020 у Корюківці було виявлено третій випадок в області інфікування коронавірусом (перші два у Борзнянському районі).  Ним виявився громадянин України, що повернувся 30 березня із Польщі. Його лікують в Корюківській ЦРЛ. У Корюківці встановили особливий режим проведення протиепідемічних заходів. Поліції та лабораторному центру доручили контролювати дотримання 12-ма контактними особами режиму самоізоляції. У Корюківці провели дезінфекцію місць масового перебування громадян.
2 квітня 2020 року із Чернігова Корюківська лікарня отримала партію медзасобів та захисного спорядження для протидії поширенню COVID-19.

### Російське вторгнення
27 лютого 2022 року місцеві цивільні мешканці зупинили колону російських танків, які згодом виїхали із Корюківки.
1 березня 2022 року російські вандали пограбували приміщення Скинівської церкви.

## Населення

### Мова
Рідна мова населення за даними перепису 2001 року:
| Мова       | Чисельність, ос. | Доля     |
| ---------- | ---------------- | -------- |
| Українська | 13 487           | 95,35 %  |
| Російська  | 613              | 4,33 %   |
| Інші       | 45               | 0,32 %   |
| Разом      | 14 145           | 100,00 % |

### Поселення євреїв у Корюківці
Оскільки територія району не входила у смугу осілості проживання євреїв, то масовості заселення Корюківки ними не було. Тільки наприкінці XIX ст., коли їм було дозволено проживати в селах, чисельність цього народу почала збільшуватись. Поштовхом слугував і розквіт підприємництва. Найбільше вони були зайняті у торгівлі, ремеслі, сфері обслуговування. Багато євреїв працювали робітниками на цукровому заводі. Подібно до будь-якого іншого людського колективу, єврейська община Корюківки була соціально неоднорідною, але щодо зовнішнього світу завжди виступала єдиним фронтом.
Ізольованість поселення у Корюківці (здебільшого знаходилась вона по теперішній вулиці Слов'янській, хоча жили вони на різних вулицях, і становила понад 22 родин — Аптермани, Хайкіни, Булавіни, Тумаркіни, Грачови, Мерхелі, Очковські, Радічі тощо) створювала атмосферу (більш ілюзорну, ніж дійсну) спільності долі і взаємозалежності кожного з членів общини.
У II-й половині XIX ст. у Корюківці будується синагога, будівля якої уціліла після Корюківської трагедії і є на сьогодні (у радянський час там розміщувалася бібліотека, у період окупації — маслозавод. Зараз цей будинок займає Корюківський районний спортивно-технічний клуб «Товариство сприяння обороні України»). Після погрому синагоги, євреї молилися у будинку на Бухановій вулиці (зараз вулиці не існує). Це був багатоквартирний житловий будинок, який згорів 1 березня 1943 року.
В період створення колективних господарств — одним із зачинателів колгоспного руху на Корюківщині і перший голова радгоспу «Червоний плугатар» був — Мойша (Яків) Хайкін. Серед когорти відомих євреїв є славетні імена як корюківчан, так і тих, чия діяльність нерозривно пов'язана з Корюківкою.

## Відомі люди

### Лазар Ізраїльович Бродський
У 1887 році цукровий завод у с. Корюківці викупив Лазар Бродський. В історію він увійшов, як уславлений київський мільйонер і філантроп. В основному, відомий, як цукрозаводчик, хоча займався й іншим виробництвом. Очолював величезний цукровий синдикат, який контролював мало не чверть усього виробництва цукру Російської імперії. Його характеризували, як енергійного і розумного підприємця. На своїх підприємствах застосовував новітнє обладнання і технології, слідкував за винахідництвом. Намагався створювати гарні побутові умови: робітникам надавалося зручне житло, до їх послуг були лікарні при заводах, дешеві продмаги і чайні, безкоштовні читальні, дитячі садки при закладах [1]. Таким чином і в Корюківці у 1896 році на його кошти побудовано земську школу. А у 1902–1904 рр. — лікарню та будинки для робітників. Свято-Вознесенський храм теж споруджено на кошти відомого мецената-цукрозаводчика. У Корюківському історичному музеї перша експозиційна зала містить стенд про розвиток підприємництва на теренах району, і, зокрема, про Л. І. Бродського.

### Зіновій Віленський
Ще один відомий діяч за походженням з Корюківського краю є Зіновій Віленський — народний художник РРФСР, член-кореспондент Академії мистецтв СРСР, лауреат Державної премії СРСР, скульптор. Народився 15 жовтня 1899 році у багатодітній єврейській родині бондаря. У 1914 році вступив до Київського художнього училища. З 1922 року навчається у м. Москві у Вищих художньо-технічних майстернях на скульптурному факультеті, Вищому художньо-технічному інституті. Брав участь у більше ніж 55 виставках, з них три персональні. Створив сотні скульптурних творів [2].

### Родина Ушамирських
Ушамирські (прізвище «Ушамирські» утворилось від населеного пункту Ушомир в Житомирській області) були вихідцями з Корюківки. Ушамирські, швидше за все, виїхали ще до війни, тому ні в одному списку жертв окупаційного періоду 1941—1943 років у м. Корюківці, їх немає.
Ушамирська Марія Мойсеївна народилася в м. Корюківці у травні 1893 року. Її брат, Ушамирський Борис (Борух) Мойсейович — в 1895 р. Їхній батько, Мойсей Ушамирський, працював керуючим у поміщицькому маєтку (можливо с. Ушомир). Згодом переїхав до м. Корюківки і одружився. Коли дружина Сара померла при пологах, то він відправив дітей до її батьків (їхнє прізвище не відоме). Мойсей знову одружився, народилися три доньки — Анна, Ревека, Мінна (народилися після 1896 р.).
Ушамирська Марія Мойсеївна стала дружиною Голкова Григорія Ісааковича близько 1909-11рр. (у них народилася дитина в 1912 р.) [2].

### Родина Голкових
Родина Голкових складалась: батько Йона Голков, мати Сара, п'ятеро дітей: Рахіль, 1917 р.н., Моше (Михайло), 1909 р.н., Това (Тетяна), 1911 р.н., Борух (Борис), 1915 р.н., Авігдор (Віктор), 1918 р.н. Сара померла в 1921 році при народженні шостої дитини. Після смерті дружини, Това і Рахіль виїхали у м. Ярославль до дідуся і бабусі.
Борис був призваний до лав Червоної Армії 15 вересня 1939, служив під Сталінградом, брав участь у Сталінградській битві, дійшов до Німеччини. Після війни продовжував службу у Вітебській області, демобілізувався в 1963 році. Віктор вступив до медінституту, став лікарем і пройшов війну у званні капітана на посаді начальника польового лазарету.
До початку німецько-радянської війни, крім Йони Ісааковича, у Корюківці залишився тільки його син — Михайло (до війни він працював директором універмагу, що поруч з рестораном, у якому в березні 1943 року вбивали людей) з дружиною Марією, донькою Лідією і сином Борею. З родини Йони Ісааковича Голкова (батько Ісаак, мати — Берта; брати Григорій, Яків, Абраам і сестри — Ревека, Єлизавета), вижили тільки ті, хто виїхав з Корюківки (близько 30-х років XX ст.).
Корюківчани Голкови загинули до трагедії 1-2 березня 1943 року (розстріляні). У період окупації (від 5 вересня 1941 р.) м. Корюківки, Михайло Голков пішов у партизани в загін під командуванням Федора Івановича Короткова [Архівовано 14 липня 2014 у Wayback Machine.]. Наприкінці грудня 1941 р., він прийшов відвідати сім'ю. Після доносу сусіда його схопили і забрали до в'язниці. Три тижні страшно катували, а потім, 19 січня 1942 вивели на ставок і розстріляли. Де його поховано — не відомо. Марію та дітей (дошкільного та шкільного віку) заарештували та 26.02.1942 р. разом з іншими в'язнями розстріляли в ур. «Гай» [Архівовано 23 березня 2014 у Wayback Machine.] [3, 274; 10, 211; 11].

## Період Другої Світової війни

Меморіал Корюківської трагедії

Німецька окупація території селища (05.09.1941—19.09.1943) стали для корюківчан суворим випробуванням. З вересня 1941 по березень 1943 року німецькі кати розстрілювали партійних активістів, комсомольців, колгоспників, представників інтелігенції селища, підозрюваних у зв'язках з партизанами, підпільників, сім'ї партизанів та самих партизанів, євреїв, циган.
Загалом у Корюківці до Другої світової війни (за переписом населення у 1939 році) проживало 475 євреїв. З її початком на окупованій території представником цієї нації залишилося чимало. Одні не вірили у розповіді про звірства окупантів, тому питання евакуації деякими єврейськими сім'ями, навіть, не розглядалося. Були й інші причини: багатодітність родин, старість, немічність. І коли німці ввійшли у Корюківку, майже відразу почали вбивати чоловіків-євреїв, а згодом і жінок та дітей, поодинці й сім'ями у різних місцях селища, вивозили на страту у напрямку міст Чернігова і Сновська.
В Акті Чернігівської обласної комісії з встановлення і розслідування злочинів німецьких загарбників у Корюківці від 17 грудня 1943 р. № 5 читаємо: «…В районном центре Корюковка в период оккупации немецко-фашистскими захватчиками 7 сентября 1941 года по 20 сентября 1943 года производилось систематическое уничтожение путем массовых расстрелов и сжигания советских граждан, а именно в декабре 1941 года расстреляно 7 человек партизанских разведчиков. В январе немецко-фашистскими извергами уничтожено все еврейское население Корюковки в количестве до 300 человек… Расстрелы производились в «Корюковскому Гаю» и на территории колхоза «13-річчя Жовтня» и в свинарнике».
Корюківщина у 1941—1943 рр. була краєм активної діяльності радянських партизанів. Під час німецької окупації Корюківка стала центром радянського партизанського руху на Чернігівщині.На героїчних сторінках підпільного та партизанського руху опору німецько-фашистських загарбникам вписані й імена євреїв. Розвідники, кулеметники, учасники диверсійних груп. Це Арон та Євдокія Тумаркіни, Матвій Кричевський, Софія Якубович, Віра Остиненко, Григорій Биховський, Борис Гискін, Авраам Охман, Яків Павловський, Голдін та інші.
Звернемо увагу на один спогад О. Ф. Федорова щодо врятування у Корюківській лікарні Якова Зуссермана, з яким командир Чернігівського обласного партизанського з'єднання познайомився восени 1941 року. Так склалися обставини, що Яків опинився у Корюківці, шукаючи свою родину і зустрічі з партизанським загоном. В містечку він натрапив на німців. У цій самій лікарні його сховали знайома Назарової Л. М. (мама Корнієвської Д. С. [Архівовано 10 серпня 2014 у Wayback Machine.], свідок Корюківської трагедії 1-2, 9 березня 1943 року) та Гаврило Максимович Безродний, головний лікар. Уночі німці вирішили перевірити лікарню, з метою майбутнього облаштування її під госпіталь. Знаходячись в одній із палат, Зуссерман чув, як вони опитували хворих: «Звідки? Національність?». Втікати було неможливо. Він розжував лист, який був при ньому від Я. Батюка та проковтнув… Його на носилках, накривши простирадлом, винесли у мертвецьку. Фашистам сказали, що один з хворих помер від тифу. Отак, він там пролежав більше години. З тієї пори протягом дев'яти днів, як тільки німці наближалися до лікарні, Яків мчав до моргу і вкладався серед мерців. На дев'ятий день він дізнався про розстріл 300-сотень євреїв і Марії Чухно (партизанки). Згодом потрапив до партизанського загону і повернувся у рідні Ніжинські краї.

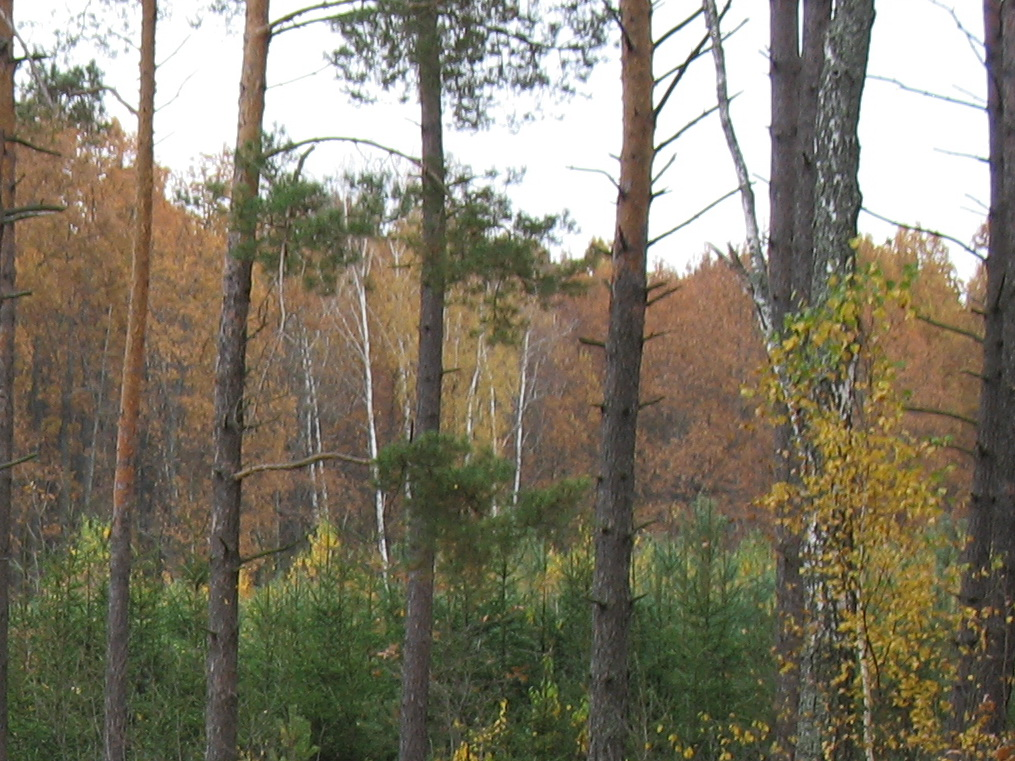
Сосновий бір біля Корюківки

Та найтрагічнішою подією в історії Корюківки безперечно стала березнева трагедія 1943-го року, коли угорські підрозділи, які воювали на стороні Вермахту, за кілька днів знищили мешканців разом з населеним пунктом. У результаті каральної операції загони угорської військової жандармерії вбили близько 7 тис. корюківчан. 
Довгий час краєзнавці, історики вважали, що євреїв серед загиблого населення не було, адже майже всі загинули до 1943 року. Співробітниками Корюківського історичного музею вже довгий час збираються свідчення очевидців тих трагічних подій. Саме завдяки їхнім пошукам вдалося встановити прізвища євреїв, які загинули 1-2 березня 1943 р. До того ж у фондах музею наявні списки загиблих, які були зібрані активістами впродовж 1970—1990 рр.
Але безперечним доказом стали підсумки пошуковців, які у жовтні-листопаді 2012 року проводили ексгумаційні роботи на території міста Корюківки. Серед 230 решток жертв Корюківської трагедії виявлено останки восьми євреїв, три з яких належать жінкам і до цього часу не встановлені їх імена. За іншими свідченнями очевидців окупаційного періоду, масові розстріли євреїв (сім'я Гольдшмідтів, Розенбергів, Свірчевських) були здійснені на території селища та в урочищі «Гай» (Воронячий ліс). При ексгумації останків в урочищі було виявлено рештки 30 осіб, але через незадовільний стан кісток, відсутність особистих речей (в цьому місці як правило вбивали людей роздягненими, перед вбивством грабували) встановити стать, вік, приналежність до єврейської нації неможливо.
Протягом років після знищення Корюківки свідкам трагедії, органам влади, рідним, близьким та знайомим загиблих, історикам і краєзнавцям, фахівцям Корюківського історичного музею вдалося встановити поіменно тільки 1893 жертви, що оприлюднені в довіднику «Мартиролог встановлених жертв Корюківської трагедії 1943 року» (2013 р). На жаль, це тільки 28 % всіх вбитих під час каральної акції, загальне число яких за даними Акту комісії від 17 грудня 1943 р. складало 6700 осіб.
Навіть побіжний і приблизний аналіз цього скорботного списку показує, що нацистський окупаційний режим в боротьбі з партизанами знищив 704 дітей і підлітків (віком від немовлят до 16 років включно без огляду на стать), за іншим підрахунком — 1097 осіб жіночої статі (від немовлят до похилого віку), які на час війн та лихоліть були найбільш незахищеними серед цивільного населення. Серед загиблих за національною ознакою найбільше українців — 1715 осіб, росіян — 94 особи, поляків — 4 особи і по одній особі — угорець, чех, білорус.
Тотальне знищення всього населення Корюківки виявило наочний факт, який дає відповідну характеристику загиблим мешканцям як громаді. Аналіз списку встановлених жертв показав, що серед 1893 вбитих карателями 1-2, 9 березня 1943 р. у місті було 54 євреї.
Те, що вони вижили після суцільного винищення нацистами впродовж 1941—1942 рр. окупації — політики голокосту, стало можливим тільки завдяки людяному, гуманному ставленню до них жителів Корюківщини, серед яких Кирило та Дарія Апанасенки, Варвара Купчик, Анна Ананенко та її донька Феодосія є Праведники миру.

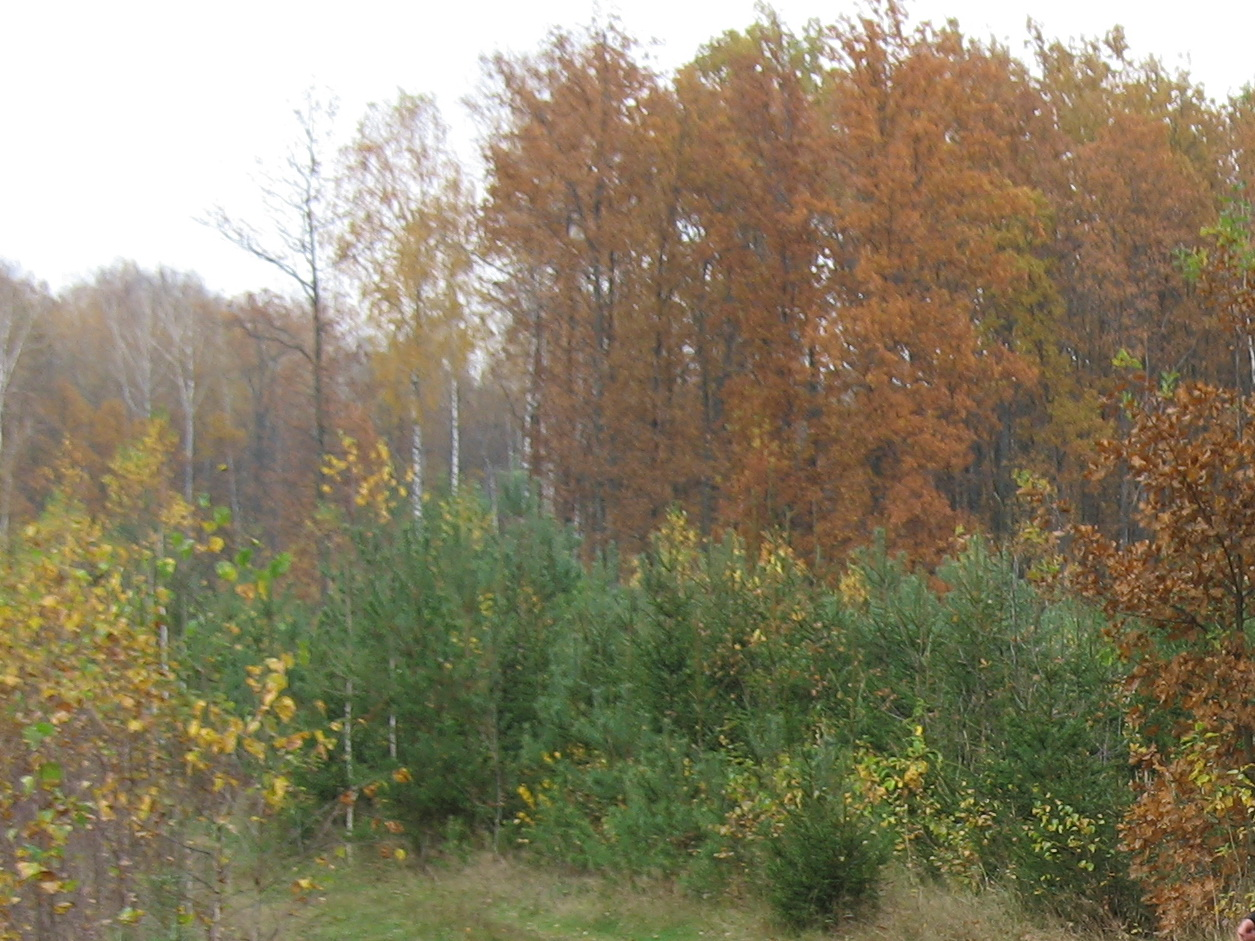
Молодняк у лісництві

Встановлено 218 прізвищ євреїв, які загинули у період німецької окупації 1941—1943 років у Корюківці. З них 124 жінки (від немовлят до літнього віку), 68 дітей (від немовлят до 12 років) та 9 осіб, вік яких не встановлено. Тобто, гітлерівський окупаційний режим мав за мету викоренити єврейський народ до останньої людини не тільки у великих містах, а й в малих містечках, селищах, навіть, хуторах.
Після здобуття Україною незалежності вперше за півстоліття з'явилася реальна можливість побачити і почути, а головне усвідомити, що і в Корюківці, і в Україні є велика спільнота — євреї.

## Сучасність

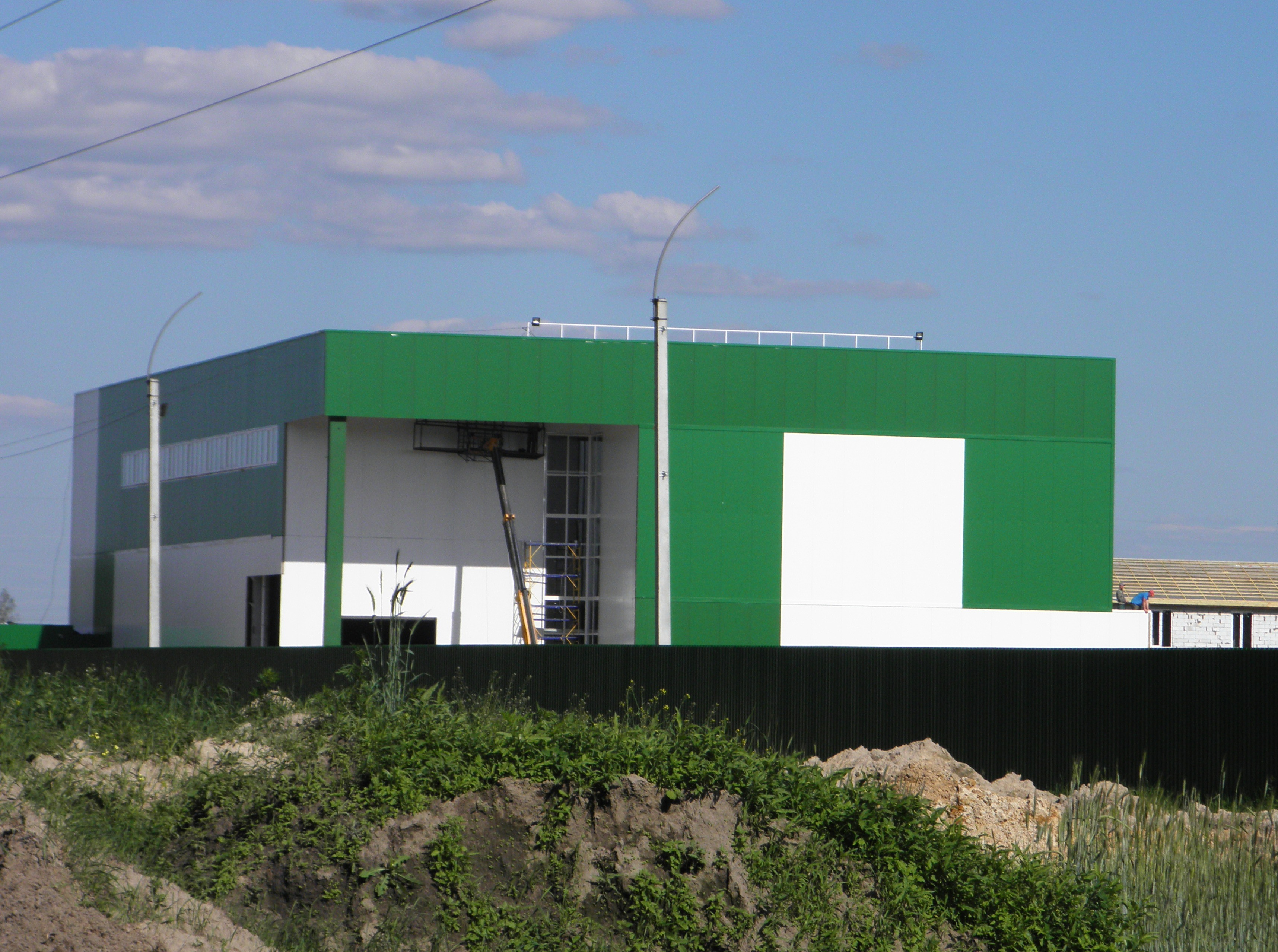
ТЕЦ 3,5МВт на біологічному паливі.

Сучасна Корюківка — одне з перспективних міст Чернігівської області. Тут працює низка підприємств, найбільшими з яких є Публічне акціонерне товариство «Слов'янські шпалери-КФТП» (побудоване на місці спаленого у роки другої світової війни цукрово-рафінадного заводу). Продукція фабрики експортується до країн СНД та ЄС — країн Балтії, Польщі.
Також працюють державне підприємство «Корюківське лісове господарство», виробничий сільськогосподарський кооператив ім. Горького та інші. Успішно розвивається малий бізнес. Діючих підприємств малого бізнесу в місті 73. Підприємницькою діяльністю займаються 639 фізичних осіб. У місті працює 100 торговельних підприємств, з них 26 — споживчої кооперації.
Місто Корюківка є інвестиційно-привабливим завдяки наявності лісових масивів, кварцового піску, глини, торфу.
У Корюківці діє гімназія, дві ЗОШ I—III ступенів, дві ЗОШ I ступеня, у яких навчається 1850 учнів, школа мистецтв, спортивна школа, два дитячі садки, де виховується 400 дітей, центральна районна лікарня на 220 ліжко-місць, аптеки, два будинки культури на 800 місць, дві бібліотеки, історичний музей, стадіон «Авангард». Видається районна газета «Маяк», діє районне радіомовлення, відділення комерційних і ощадних банків.

## Люди
- Віленський Зіновій Мусійович (1899–1984) — скульптор-портретист, народний художник СРСР.
- Гирич Віталій Анатолійович (1978—2015) — солдат Збройних сил України, учасник російсько-української війни.
- Дмитренко Володимир Петрович (1933—1997) — радянський історик.
- Дудко Федір Михайлович (1911—1940) — Герой Радянського Союзу, учасник радянсько-фінської війни (1939/40 рр.)
- Жарий Сергій Михайлович (* 1939) — український поет.
- Зубрєєва Марія Авраамівна (1900–1991) — відомий художник.
- Корнієвський Олександр Самійлович (1889–1988) — видатний кобзар-віртуоз і неперевершений музичний майстер, створив новий концертний інструмент — сучасну концертну бандуру (1906).
- Остапенко Інна Харитонівна (* 1935) — передовик виробництва в галузі виноградарства.
- Пономаренко Микола Миколайович (1981—2015) — молодший сержант Збройних сил України, учасник російсько-української війни.
- Тихоновський Олексій Лаврентійович (1935–2007) — український науковець в області вакуумної металургії.

## Місто-побратим
Шавіль, Франція

## ЗМІ
Сусіди.City [Архівовано 6 квітня 2020 у Wayback Machine.] — міське інтернет-видання, створене у жовтні 2018 року колективами редакцій корюківського «Маяка» і менського «Нашого слова» та Агенцією розвитку локальних медіа "Або".